# 민주파
민주파(民主派)는 홍콩의 민주화와 홍콩의 독립을 지지하는 정치집단들을 통틀어서 말하는 것이다.

## 같이 보기
- 민주당 (홍콩)
- 친설립파
- 본토파
- 홍콩의 정당